# Piacenza Calcio 1919
Piacenza Calcio 1919 S.r.l. jest włoskim klubem piłkarskim z miasta Piacenza.